# Lugia
Lugia (ルギア?, Rugia) è un Pokémon base della seconda generazione di tipo Psico/Volante. Il suo numero identificativo Pokédex è 249.
Ideato dal team di designer della Game Freak, Lugia fa la sua prima apparizione nel 1999 nei videogiochi Pokémon Oro e Argento e compare inoltre nella maggior parte dei titoli successivi, in videogiochi spin-off, nei film, nel Pokémon Trading Card Game e nel merchandising derivato dalla serie.
Pokémon leggendario protagonista del lungometraggio Pokémon 2 - La forza di uno e del videogioco Pokémon XD: Tempesta Oscura, compare nella copertina di Pokémon Argento e del remake Pokémon Argento SoulSilver.
Lugia viene inoltre citato nel corso dell'ultimo episodio della quindicesima stagione di E.R. - Medici in prima linea.

## Descrizione
Il suo aspetto presenta caratteristiche tipiche dei draghi. A causa della sua forza troppo elevata Lugia ha scelto di vivere in isolamento nei fondali marini: con un battito d'ali provoca infatti una tempesta di 40 giorni. Viene definito il guardiano dei mari.

## Apparizioni

### Videogiochi
Nei videogiochi Pokémon Oro e Argento, Pokémon Cristallo e Pokémon Oro HeartGold e Argento SoulSilver Lugia è disponibile nell Isole Vorticose. Per catturare il Pokémon leggendario è necessario lo strumento Ala d'Argento, strumento ottenibile da un uomo nella città di Plumbeopoli o dal manager della stazione radio di Fiordoropoli. In Pokémon Argento SoulSilver è inoltre necessario sconfiggere le Kimono Girl ad Amarantopoli.
In Pokémon Rosso Fuoco e Verde Foglia ed in Pokémon Smeraldo Lugia è ottenibile al livello 70 all'interno del Monte Cordone, l'ottava isola del Settipelago, raggiungibile solamente con lo strumento Biglietto Mistero (Mysticticket). Sull'isola è inoltre presente il Pokémon leggendario Ho-Oh.
Nei videogiochi Pokémon Mystery Dungeon: Squadra rossa e Squadra blu si trova al novantanovesimo piano della Fossa Argento (Silver Trench), mentre il Pokémon protagonista di Pokémon XD: Tempesta Oscura, per Nintendo GameCube, è un Lugia Ombra, noto anche con il nome di "XD001", di colore viola e con gli occhi rossi, che compare anche in copertina del videogioco.
In Pokémon X e Y Lugia può partecipare alle Lotte Aeree. Nella versione Zaffiro Alpha è possibile catturare Lugia nei pressi di Ciclamare se si è in possesso dello strumento Campana Onda.
Lugia è anche disponibile in Pokémon Mystery Dungeon: Esploratori del tempo ed Esploratori dell'oscurità ed in Pokémon Mystery Dungeon: Esploratori del cielo all'interno del Mar Cinto disponendo di Lastraenigma o di Pezzoenigma.

### Anime
Lugia appare per la prima volta nel corso dell'episodio Il Pokémon misterioso (The Mystery is History!). Il Pokémon sarà inoltre presente nei due episodi successivi, I Pokémon infuriati (A Parent Trapped!) e Una promessa è una promessa (A Promise is a Promise).
In Prima tappa sulle isole (Around the Whirlpool) è visibile la sua ombra. La scena è ripresa nel corso di Caccia al tesoro (Mantine Overboard!).
Nel lungometraggio Pokémon 2 - La Forza di Uno Lugia assume un ruolo da protagonista, insieme ai tre Pokémon leggendari Articuno, Zapdos e Moltres. Questi ultimi vivono in tre diverse isole dell'arcipelago Orange.